# Barkhor

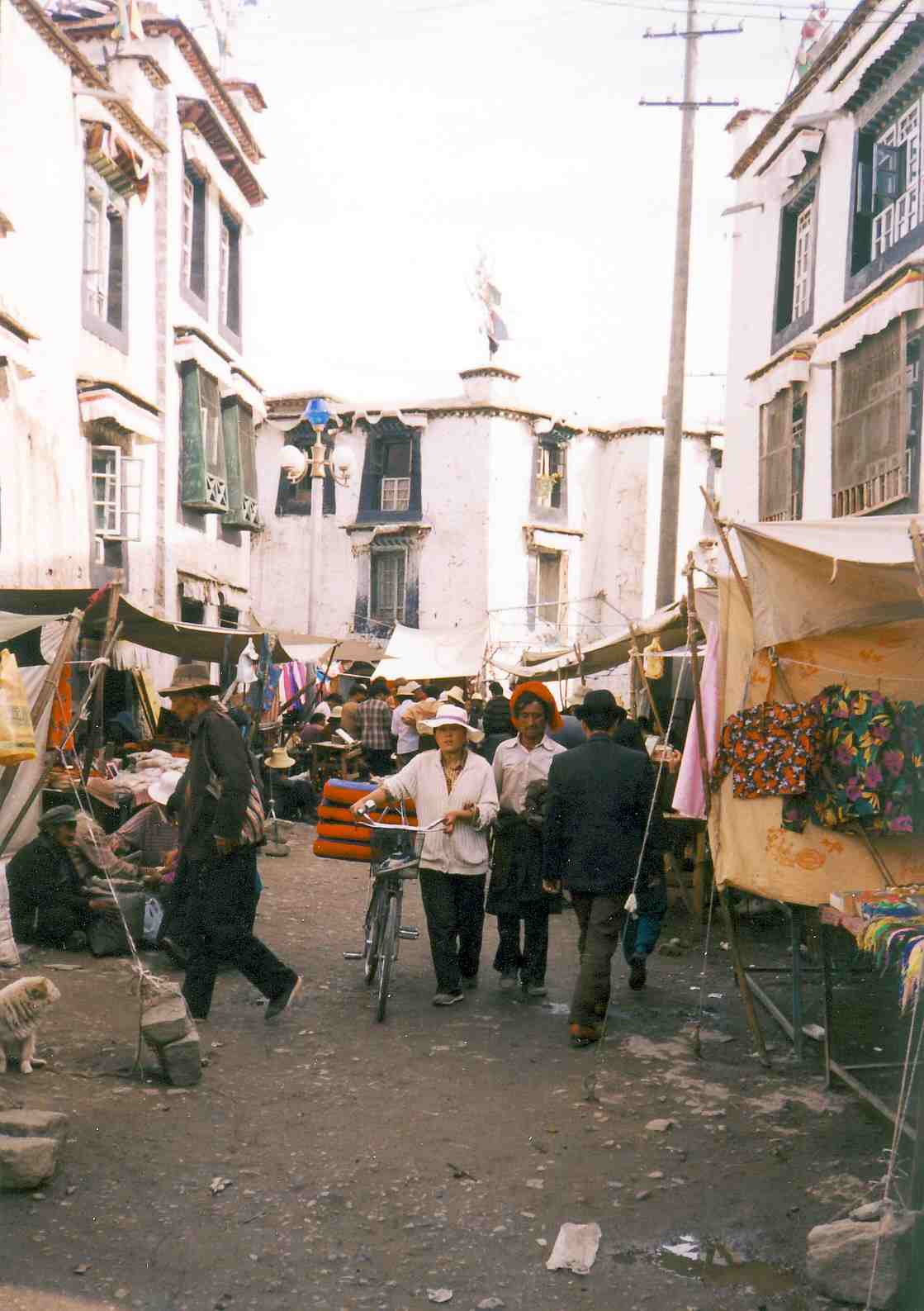
Scène du Barkhor, 1993

Le Barkhor (tibétain : བར་སྐོར, Wylie : bar-skor, pinyin tibétain : Pargor ; chinois simplifié : 八廓 ; pinyin : bākuò) est un secteur de rues étroites et un carré public à proximité du temple du Jokhang à Lhassa, capitale de la région autonome du Tibet.

## Description
Le Barkhor était le lieu de circumambulation préféré des pèlerins et des habitants de Lhassa. Le parcours faisait un kilomètre de long autour du Jokhang, englobant l'ancien siège de l'Oracle d'État, ou monastère de Muru Nyingba, nombre de maisons de la noblesse tibétaine (dont le Tromzikhang (en)) et le Jamkhang. Il y avait, aux quatre points cardinaux, quatre grands brûleurs (sangkangs) où l'encens brûlait continuellement pour apaiser les dieux protégeant le Jokhang.
L'alpiniste autrichien Heinrich Harrer, qui séjourna à Lhassa de 1944 à 1950, signale dans ses mémoires qu'au Barkhor, « des dames de petite vertu y exercent leur profession ».
Selon le gouvernement de la région autonome du Tibet, depuis l'instauration de la politique de réforme et d'ouverture, des sommes considérables ont été investies pour rénover la rue du Barkhor sans en changer la destination culturelle. Dans le passé, les visiteurs comme les habitants se plaignaient de l'absence ou de l'insuffisance des infrastructures (voirie, égouts, réseau électrique). À partir du début des années 1990, a été entreprise la réhabilitation d'immeubles construits dans les années 1960-1970. La règle est de rénover l'intérieur tout en conservant l'aspect extérieur.
Selon la Fédération CSPT Suisse et le Comité La porte du Tibet Genève, organisations de soutien aux exilés tibétains, la plupart des anciennes rues et bâtiments ont été démolis et remplacés par des rues plus larges et de nouveaux bâtiments. De plus, « les nouveaux appartements sont dépourvus du foyer traditionnel, forçant les habitants de Lhassa à cuisiner avec du kérosène d'importation plutôt que du combustible traditionnel comme la bouse de yack » .
Selon le Centre pour la justice au Tibet, une association de soutien aux exilés tibétains, entre 1989 et 1993, plus de la moitié des anciennes maisons de pierre du Barkhor ont été démolies, ces modifications auraient été réalisées par les autorités chinoises pour mieux contrôler les manifestations

## Évènements importants
Devenu touristique dans les années 1980, le quartier du Barkhor fut le lieu de manifestations de moines et nonnes tibétaines pour demander l'indépendance. C'est là que furent notamment arrêtés Ngawang Sangdrol, Phuntsog Nyidron et Ngawang Phulchung lors de leurs manifestations.
Durant les Troubles au Tibet en 2008, une manifestation s'y déroula le 11 mars, et après que des moines furent frappés à coups de matraque par les forces de l'ordre, des émeutes éclatèrent et des bâtiments du Barkhor furent incendiés.

## À voir

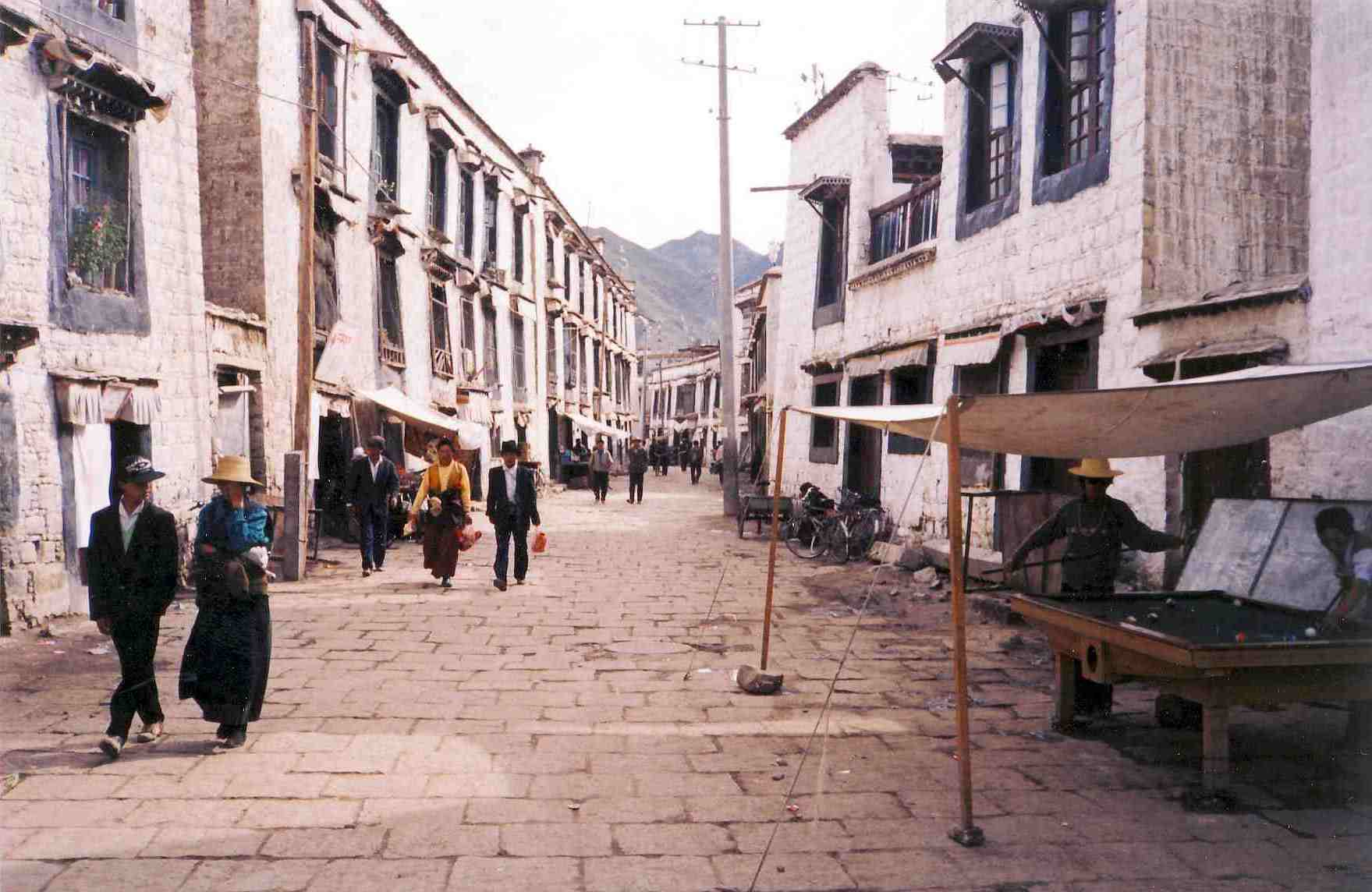
Ancien quartier du Barkhor, 1993
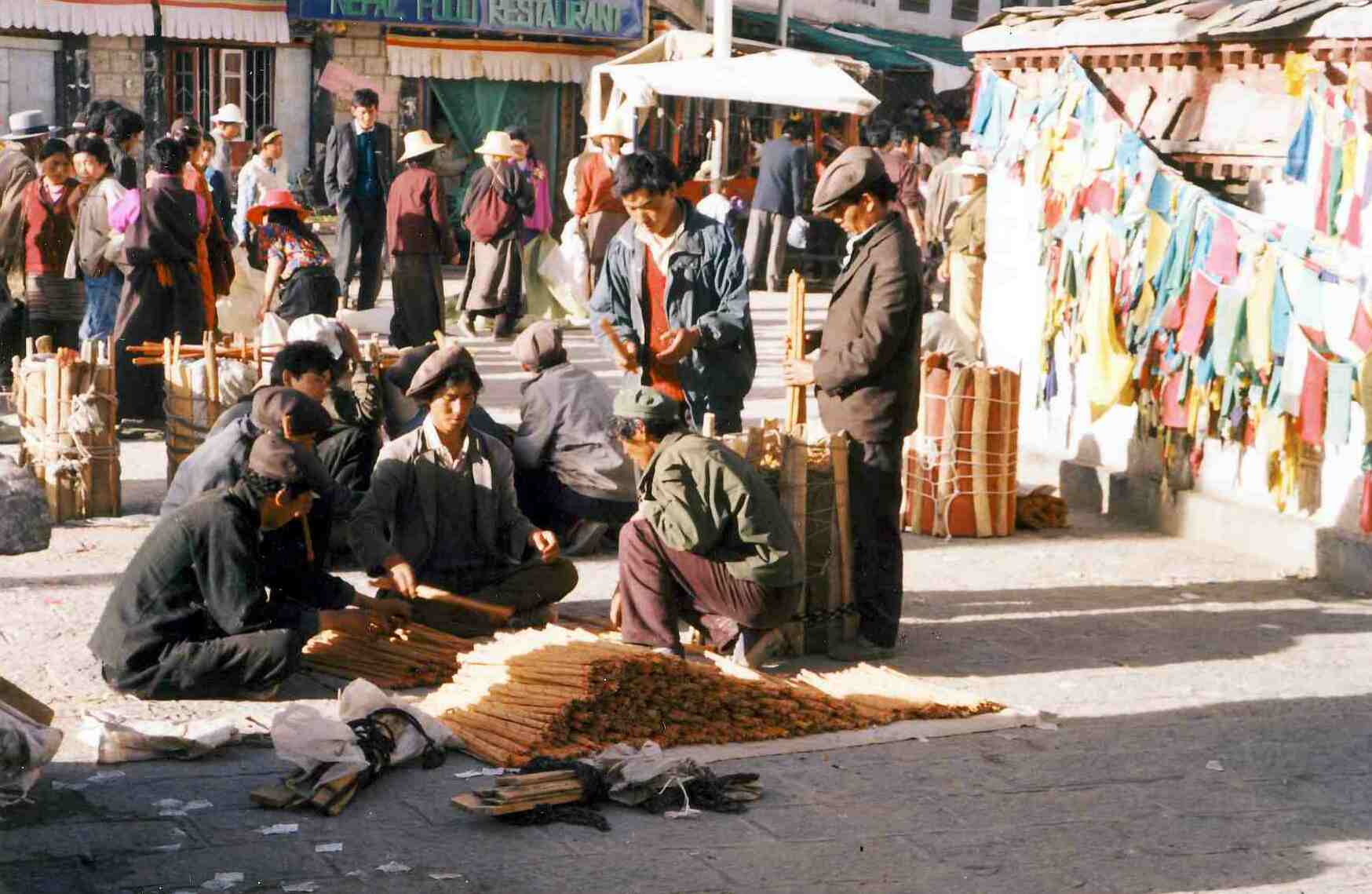
Commerce dans l'ancien Barkhor, 1993
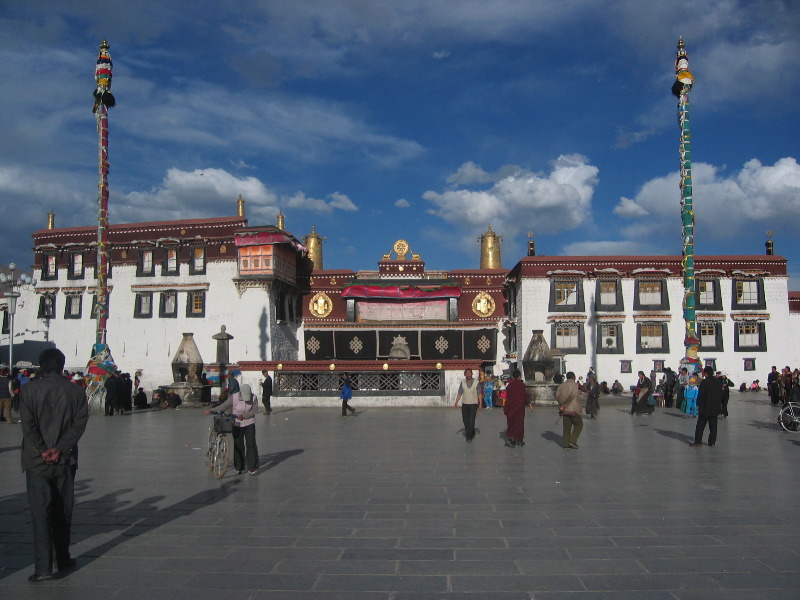
Nouveau quartier du Barkhor et temple du Jokhang
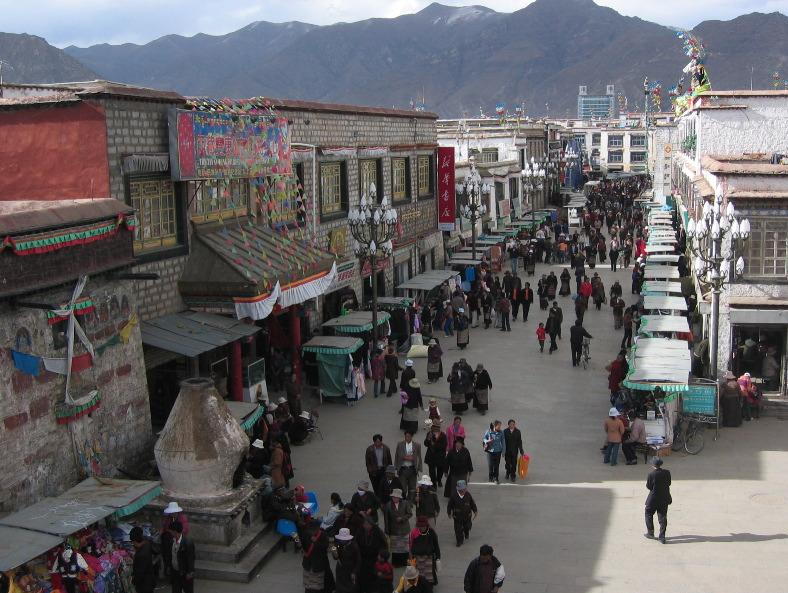
Nouveau quartier du Barkhor
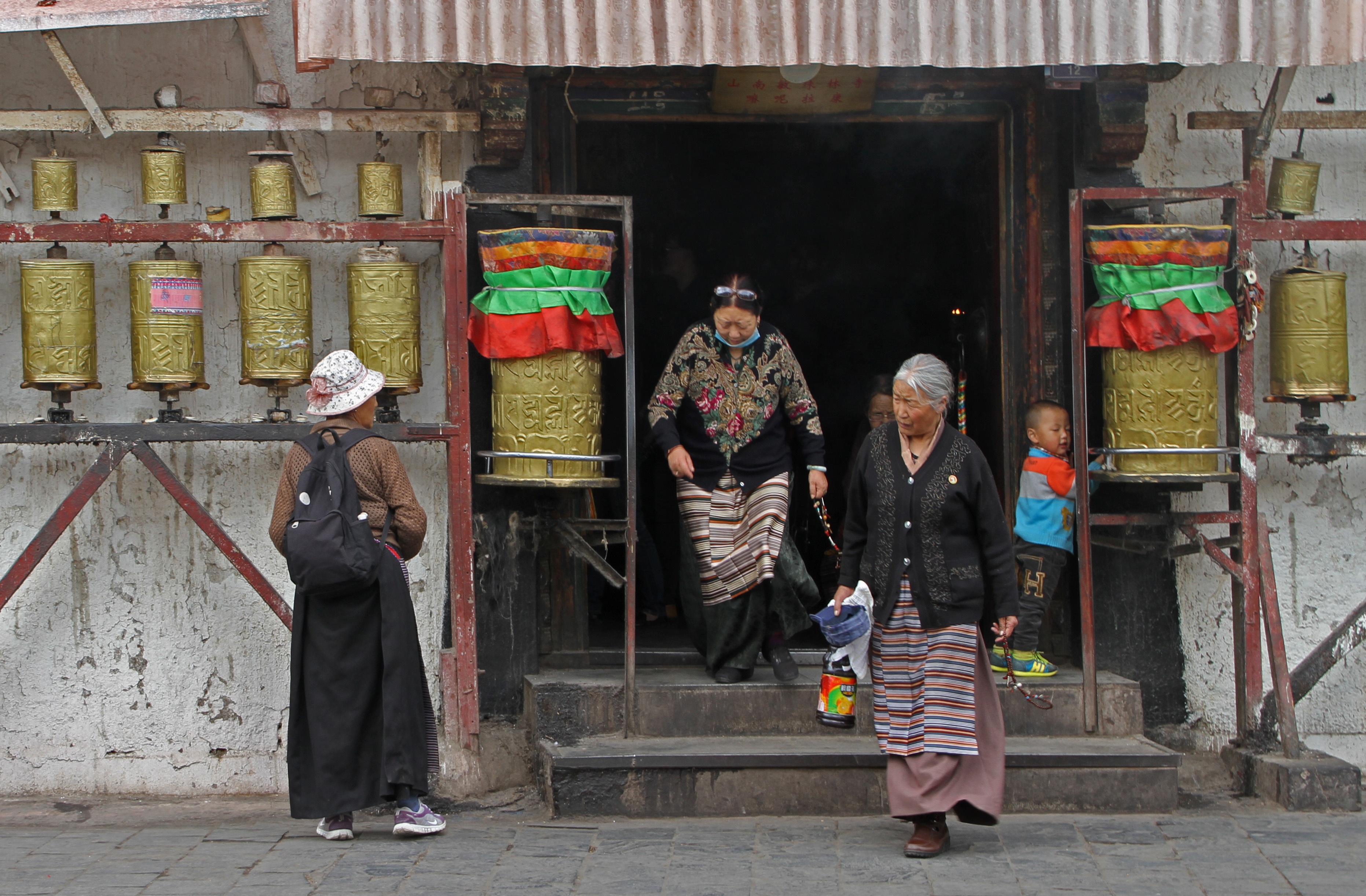
Porte d'un temple au Barkhor
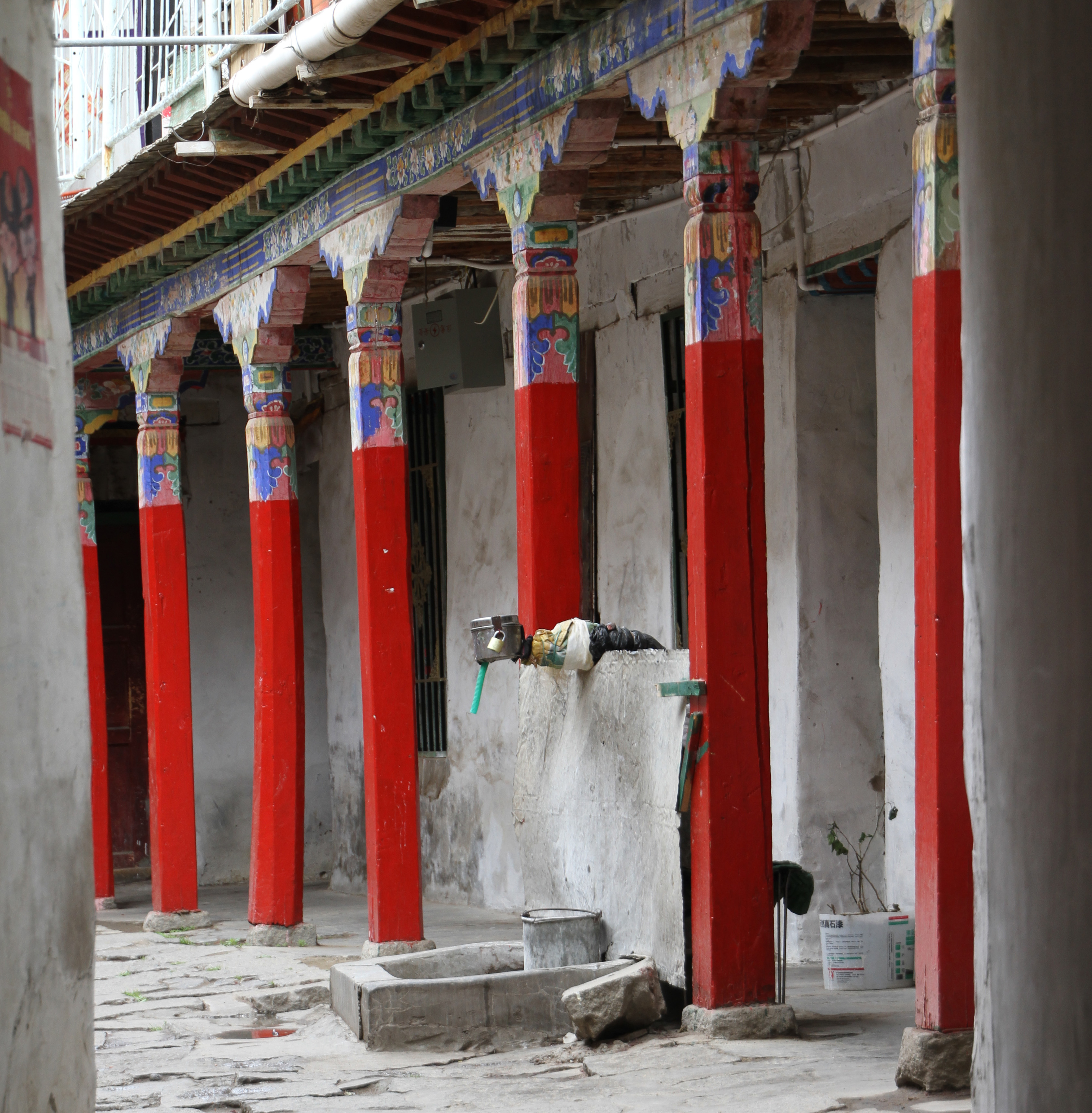
Temple au Barkhor
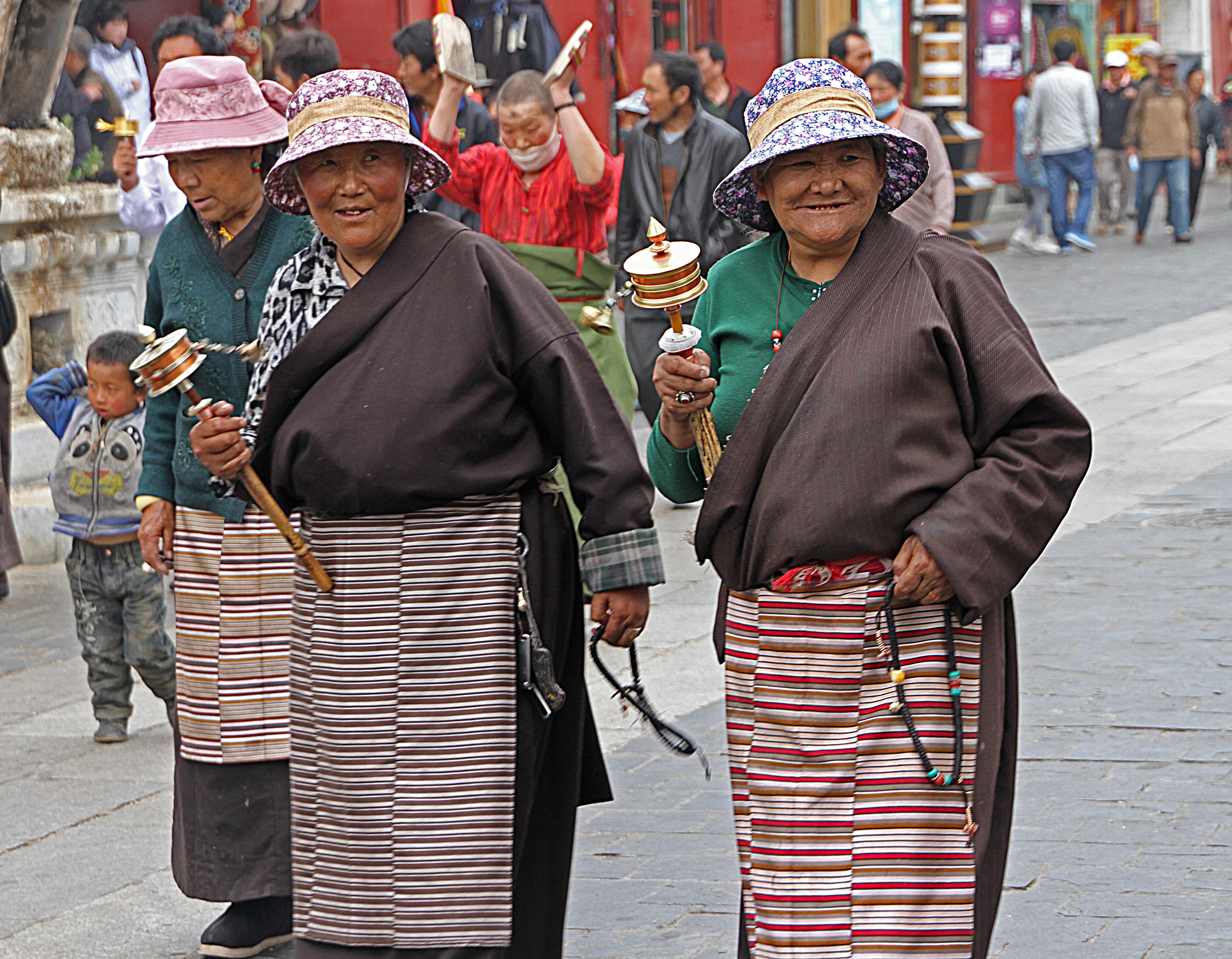
Pèlerins au Barkhor